# 芝刈り機

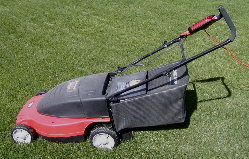
電動式芝刈り機の例

芝刈り機（しばかりき）は、芝生が長くなったときにその草丈を短く刈り込むための機械。ゴルフ場などでは特別なグリーンモーアと呼ばれる機械で低刈りするが、一般的には英語でローンモーア（lawn mower）と呼ばれる種類の機械を用いている。

## 種類
芝刈り機は走行法によって、手押式、自走式、乗用式に分けられる。
手押式の芝刈機には無動力（エンジン無）や2サイクルエンジン（2ストローク機関）がある。手動のものは動力を持たず、人が後ろから手で押すと車輪と連動して刃が回転する構造となっている。
自走式の芝刈機は2サイクルエンジン（2ストローク機関）または4サイクルエンジン（4ストローク機関）である。
乗用式の芝刈機は主に4サイクルエンジン（4ストローク機関）である。
このほか全自動芝刈ロボットも実用化されている。なお、軌道敷を芝生にしている鹿児島市交通局では、2010年（平成22年）以降芝刈り電車を運用している。

## 作業

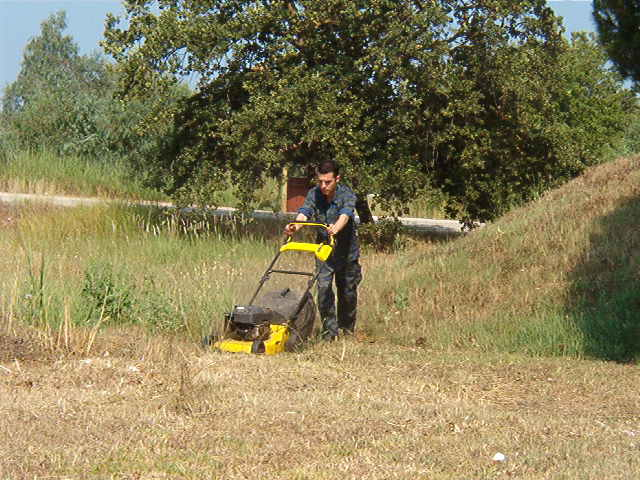
実際に芝を刈っている様子

芝刈り機（ローンモーア）は刈高を調整できるようになっており、芝刈り前に予め設定しておく。刃の切れ味が鈍くなっていると切り口が揃わずセンイ部が残り仕上がりの見た目が悪くなる。
芝刈りを行う際には縁を5センチ位ずつ重なるように刈り、一定方向に刈らず逆方向や対角線に刈っていく。過度に同じ方向に刈り取ると芝芽にクセができる。
芝刈り機は定期的にラッピングマシンで刃の研磨を行う。

## 記録
2014年（平成26年）4月2日、ホンダモーターヨーロッパ・リミテッドは、自社のHF2620「改」芝刈機にて最高時速187.60 kmを記録し、芝刈り機の世界記録を塗り替えた（ギネス世界記録）。元のモデルは、欧州で生産・販売されている、庭園などでの利用を想定した排気量614 ccのエンジンを搭載した大型乗用機種で、それに自社のVTR1000F用エンジンとパドルシフトの6速トランスミッションを搭載するなど、大規模に手を加えたものである。英国ツーリングカー選手権（BTCC）にホンダ車で参戦している「チーム・ダイナミクス」が開発にあたり、芝刈り機としての速度記録への挑戦なので、芝刈り機能も残されている。